# Росс, Уильям (композитор)
Уильям Росс (англ. William Ross) — американский композитор, аранжировщик.
В детстве Уильям Росс учился играть на пианино. После окончания школы он изучал музыку и дебютировал в качестве композитора музыки для фильмов «Маленькие негодяи», «Жестяной кубок» и «Убойное Рождество Гарольда и Кумара». Параллельно он также работал над музыкой к другим фильмам, в том числе дирижёром саундтрека для фильма «Гарри Поттер и тайная комната».
С 6 апреля 1981 года состоит в браке с Джанет Росс Тодосичук, с которой имеет двоих общих детей.
Росс является лауреатом трёх прайм-таймовых премий «Эмми» (в 2007 и 2009 годах), одной дневной премии «Эмми» (в 1991 году) и был номинирован на одну премию «Энни» (в 2008 году).

## Фильмография
- 1983: «The Hasty Heart»
- 1991: «Хороший полицейский»
- 1993: «Уж кто бы говорил 3»
- 1994: «Фараоны и Робберсоны»
- 1994: «Дюймовочка»
- 1994: «Маленькие негодяи»
- 1995: «Little Panda»
- 1996: «Black Sheep»
- 1996: «My Fellow Americans»
- 1996: «Вечерняя звезда»
- 1996: «Жестяной кубок»
- 1997: «A Smile Like Yours»
- 2000: «My Dog Skip»
- 2001: «Her Majesty»
- 2002: «Бессмертные»
- 2003: «The Young Black Stallion»
- 2004: «Команда 49: Огненная лестница»
- 2005: «The Game of Their Lives»
- 2008: «Приключения Десперо»
- 2009: «The Mighty Macs»
- 2011: «Убойное Рождество Гарольда и Кумара»
- 2018: «Как женить холостяка»

### Телесериалы
- 1989–1990: «Красавица и чудовище»
- 1990–1991: «Секретный агент Макгайвер»
- 1990–1992: «Приключения мультяшек»